# Junge Norddeutsche Philharmonie
Die Junge Norddeutsche Philharmonie (Eigenschreibweise: junge norddeutsche philharmonie; abgekürzt jnp) ist ein deutsches Jugendorchester. Es besteht größtenteils aus Studierenden deutscher Musikhochschulen, sowie darüber hinaus auch aus Studierenden anderer Fachrichtungen. Die jnp ist als Verein organisiert und hat ihr Büro in Berlin. Das Sinfonieorchester zeichnet sich durch eine weitgehend ehrenamtliche Organisation sowie durch die Arbeit in interdisziplinären und projektbezogenen Teams aus, die zum Großteil aus Musikern der eigenen Reihen bestehen.

## Geschichte
Das Orchester wurde 2010 von jungen Musikern gegründet. Ziel war es, mit unkonventionellen und authentischen Projekten Impulse für das Musikschaffen der Zukunft zu geben. Dies äußert sich beispielsweise durch Konzerte in außergewöhnlichen Aufführungsorten, sowie die dramaturgische Einbeziehung gesellschaftlicher Entwicklungen. Beispiele hierfür sind eine Jazz-Oper, die die Stimmen von Migrant*innen hörbar macht, oder die „Sitcom Opera“, die Musik als Online-Format ins Wohnzimmer bringt. Besonders ist außerdem das genreübergreifende Portfolio durch regelmäßige Auftritte bei den Festspielen Mecklenburg-Vorpommern, dem Fuchsbau Festival und dem Reeperbahn Festival. In der Vergangenheit hat das Orchester außerdem mit Künstlern wie Fazıl Say, Daniel Müller-Schott oder Nils Mönkemeyer kooperiert. Außerdem ist das Orchester regelmäßiger Gast in bedeutenden Konzertsälen wie der Elbphilharmonie Hamburg und dem Konzerthaus Berlin. Joachim Gauck, Bundespräsident a. D., ist seit 2018 Schirmherr des Orchesters. Seit 2018 realisiert die Junge Norddeutsche Philharmonie mit dem Detect Classic Festival zudem ihr eigenes Festival, das sich der Fusion von klassischer und elektronischer Livemusik widmet. Nach der ersten Ausgabe im Funkhaus Berlin ist das Festival seit 2019 auf dem RWN-Gelände in Neubrandenburg beheimatet und wird in Kooperation mit den Festspielen Mecklenburg-Vorpommern realisiert.

## Auszeichnungen
- 2017: Ausgezeichneter Ort im Land der Ideen[12]
- 2018: BKM-Preis Kulturelle Bildung (Nominierung)[13]
- 2020: Würth-Preis der Jeunesses Musicales Deutschland[14]